# 警視庁南平班〜七人の刑事〜
『警視庁南平班〜七人の刑事〜』（けいしちょうなんぺいはん・しちにんのけいじ）は、2009年から2018年までTBS系で放送された刑事ドラマシリーズ。全11回。村上弘明は、月曜ゴールデン枠では初の主演作となる。
原作は鳥羽亮の『警視庁捜査一課南平班』シリーズ。
放送枠は「月曜ゴールデン」（第1作 - 第8作）、「月曜名作劇場」（第9作 - 第11作）
同系で放映された刑事ドラマ『七人の刑事』との関連は無い。番組宣伝では「刑事ドラマの名作再び」などと謳っているが、リメイク版としているわけではない。アバンタイトル（番組冒頭）で必ず本編事件の起因となった事件をダイジェストで紹介する斬新さもあった。

## キャスト

### 警視庁捜査一課 南平班
南部平蔵（なんぶ へいぞう）
演 - 村上弘明
班長（階級は警部）。「鬼の南平（なんぺい）」と呼ばれる程の凄腕だが、普通の玩具でも騒ぎ出してしまう程に虫が大嫌いである。また、甘いものが大好き（特に黒蜜）で、定期的にスイーツのネット注文をしている。息子を殺されたと言う悲しい過去を持ち、捜査に行き詰まった時に「犯人を捕まえて」という息子の声と勇気を貰うために息子の仏前で考える癖がある。部下の慰労のためにお金を出すが（必ず2万円である）、「班長貯金」という形で貯められており、後の第7作の終盤である事に使われる。また、第8作ではかつて息子を殺した犯人が再び殺人を犯したことを知り、地道な捜査の末にその犯人を自らの手で逮捕した。捜査の際に発する決め台詞は「事件はまだ終わってない!」。洞察力はずば抜けており、些細な矛盾点をも付いて事件を解決する。只、クライマックスでは犯人の心情に必ず寄り添い、止むを得ず殺害に至った悲運にも理解を示している。逆に起因事件を起こした犯人には「お前に対しての無念を知れ」と相手が被害者で入院中でも容赦がない。年齢は第4作時点では殺された片岡刑事と同期とすれば48歳前後で演じた村上の実年齢よりはかなり若い設定である。柔道技などの格闘も出来るが学生時代は剣道部であった。
高村六郎（たかむら ろくろう）
演 - 鈴木一真
南部の相棒（階級は巡査部長）。南部の片腕で常にコンビで行動する刑事。南部とは逆に甘い物が苦手で虫は平気。良く南部にお菓子屋等に連れて行かれる。初期の服装はラフで後期はスーツ姿ではあるが髭面で、どのみち刑事の容姿とは懸け離れてるいるが意外と常識人である。悪く言えば普通の刑事である。その為、南部の洞察力にも「流石です」と感嘆するしかなかった。時代劇で言えば南部を「切れ者同心」とすれば高村は「その手足となる岡っ引き」と言う感じである。南部からの愛称は「六（ろく）」である。
細谷玲子（ほそや れいこ）
演 - 伊藤かずえ（第1作 - 第5作・第7作 - ）
南平班の女性刑事（階級は巡査部長、不在の第6作中では警部補）。岩手出身。富井と共に行動することが多い。第11作では新しく異動してきた飯倉と捜査を行う。
川北啓輔（かわきた けいすけ）
演 - 尾上寛之（第11作）
南平班の刑事。第11作で羽田中央警察署の生活安全課から異動してきた。趣味は野球。捜査では主に山岡と行動するが単独行動も多く、南部の捜査方針に反発する描写もみられる。
福永亨（ふくなが とおる）
演 - 内山信二（第11作）
南平班の刑事。第11作で南平班に異動してきた。異動前は科学捜査研究所に出向していたため防犯カメラや画像の解析などパソコンの知識に長けており、捜査ではほかの班員のサポート役を務める。
飯倉杏奈（いいくら あんな）
演 - おのののか（第11作）
南平班の女性刑事。第11作で世田谷南警察署の交通課から異動してきた。刑事の経験がまだ浅いため遺体を見ると悲鳴を上げていた。捜査では主に細谷とともに行動し、細谷の捜査方針とぶつかることも多い。ファッションや甘いものなどを好み、趣味は買い物。
山岡光男（やまおか みつお）
演 - 高田純次（第11作）
南平班の最年長である刑事。通称「ヤマさん」。第11作で江戸川東警察署の刑事課から異動してきた。個性豊かな南平班のブレーキ役を務める。

### 11作までに降板、班を離れたメンバー
溝口史郎（みぞぐち しろう）
演 - 火野正平（第1作 - 第10作）
南平班の最年長である刑事（階級は警部補）。友木と共に行動する事が多く、愛称として「ミゾさん」と呼ばれている。また、友木の事を自分の息子の様に接しているが、メモとして携帯電話やタブレットを使う友木のことを注意することが多い。第11作では定年退職しており、第2の人生として自家焙煎珈琲の喫茶店「溝」を経営している。捜査でも大まかな推理の流れは的中しており中盤の組み立てには不可欠な名刑事。発覚してる段階で南平班では唯一の愛煙家である。
菅原雄一郎（すがわら ゆういちろう）
演 - 小沢和義（第1作・第2作）
元マル暴担当の刑事。単独で捜査することが多い。
原作では「刑事魂」で殺害されている（ドラマ版での片岡刑事に該当する）。
富井健次（とみい けんじ）
演 - 前田健（第1作 - 第8作）
細谷（大澤）の相棒（階級は巡査長）。基本的に「警視庁」の文字が入った現場活動用のジャケットを常用している。
シリーズ中の2016年に前田が逝去しており、第8作が最後の出演となった。
友木哲也（ともき てつや）
演 - 藤沢大悟（第1作 - 第10作）
新人の刑事（階級は巡査）。メモとして携帯電話やタブレットPCを使う。途中まで殺人現場の遺体を見ると嘔吐してしまっていた。第11作ではアメリカに研修に赴いている。
浅田裕久（あさだ ひろひさ）
演 - 永倉大輔（第3作 - 第10作）
菅原の後任である刑事（階級は巡査部長）。第11作では古巣の組織犯罪対策部へ異動。
大澤亜希子（おおさわ あきこ）
演 - 斎藤陽子（第6作）
海外研修中の細谷に代わって南平班に加わった女性刑事。
星野圭太（ほしの けいた）/ 井坂直樹（いさか なおき）
演 - 浜谷健司（第9作・第10作）
富井の後任である刑事。第9作では星野圭太、第10作では井坂直樹と役名が変更されている。第11作ではサイバーテロ対策課の研修を受けている。現場活動用ジャケットを常用しているが富井のものとは異なり「POLICE」の文字が入った仕様。

### 南部家
南部敦子（なんぶ あつこ）
演 - 岡田奈々
南平の妻。夫婦仲は良好で、あまり喧嘩もしたことが無い程である。また、南平の虫嫌いを克服させようとするが、未だ成功していない。浪費家と言う訳でもないが通販で7万円程度のパソコン（プリンター付き）を欲しがったり南平との結婚25周年には料亭を予約するなど使う時は使う女房である。結局、パソコンは近所の大物量販店で買った。
南部健太（なんぶ けんた）
演 - 伊藤大翔（第1作・第2作）、中村優斗（第6作・第8作）
南平の今は亡き息子。正義感が強く、曲がったことが大嫌いなためにいつも「負けないから」という言葉を口にすることが多い。また、小さい頃は昆虫博士になるのが夢で、昆虫観察が好きなためにゴキブリを観察していた程である。チンピラ少年たちに絡まれていた友人を庇ってグループの一人（第8作において名前や素性が発覚し、後に南平に逮捕される）に刺されてしまい、最後は出血多量により死亡する。

### ゲスト
第1作（2009年）
- 湯原麻美（湯原の妻） - 遊井亮子
- 湯原高道（那須での被害者・湯原製薬 専務） - 川﨑麻世
- 芦田良則（宇都宮北警察署 刑事・南部平蔵の同期） - 木村栄
- 山崎秀彦（白石の上司） - 中根徹
- 北山が住んでいたアパートの大家 - 大和なでしこ
- 北山修二（那須テニス倶楽部 テニススクールコーチ） - 鹿内大嗣
- 川地（那須警察署 刑事） - 佐野圭亮
- 知里（のむら歯科クリニック 看護婦） - 舟木幸
- 内山（八百政 主人・墨田で爆発した盗難車のオーナー） - 朱源実
- 滝沢（那須テニス倶楽部 スタッフ） - 松澤仁晶
- 紺野（岩槻警察署 刑事） - 柚原旬
- 白石建夫（墨田での被害者・湯原製薬 経理部長） - 池田政典
- 白石百合子（白石の妻） - 伊藤裕子
- 柴田（科学捜査研究室 研究員） - 荒木誠
- 南部平蔵が朝に出くわした引ったくり犯人 - 近藤孝宜
- 赤木徹（岩槻での被害者・湯原製薬 営業部長） - 岡田謙
- 平塚良子（白石が起こした交通事故の被害者） - 竹島由夏
- 長田（白石百合子の行きつけの喫茶店の主人） - 向井恭介
- 松山（岩槻総合病院 入院患者） - 前田優次
- 引ったくり - 伶央
- 岩槻の事件の目撃者 - 菅野久夫
- 那須の事件の目撃者 - 北林悌
- 墨田の事件の目撃者 - 植村恵
- 朝のコンビニで煙草を吸う高校生 - 比田勝憲人、植益啓太、富士龍徳
- その他 - 斉藤幸治、小野健人、山下亮輔、小林拓人、白井達也、吉野翔大、清水理絵、ハラダユタ、田村もとこ

第2作（2010年）
- 棚橋毅（タクシードライバー・神崎の元運転手） - 風間トオル
- 神崎研一郎（芝木建設 専務） - 保阪尚希
- 小宮山秀夫（芝木建設 総務課長） - 近藤芳正
- 稲葉真治（千里のストーカー） - IZAM
- 車田三郎（東日ハイヤー 事務員） - 六平直政
- 小宮山典子（秀夫の妻） - 岩本千春
- 水田哲雄（老舗ホテル「ミズタ」副社長） - 萬雅之
- 神崎増美（研一郎の妻） - 杉山彩子
- 神崎芽衣（第1被害者・研一郎の娘） - Rio
- 棚橋のアパートの隣人 - 松井紀美江
- 和田隆（第3被害者・ローン会社社員） - 倉一平
- 水田千里（第2被害者・哲雄の妻・元タレント） - 和泉妃夏
- 小宮山梨香（小宮山の亡き娘） - 原菜乃華
- マネージャー - 菊地裕子
- 棚橋のタクシー会社の事務員 - 森村玲
- その他 - 並木幹雄、岩梨桜介、斉藤幸治、秦来陽

第3作（2011年）
- 三上勝也（佐織の父） - 本田博太郎
- 藤澤光司（藤澤堂 社長） - 河相我聞
- 神部剛敬（和菓子店「藤澤堂」店長） - 斎藤洋介
- 川家康徳（日光南警察署 刑事） - 小西博之
- 藤澤尚樹（第1被害者・藤澤堂 専務） - ヒロシ
- 三上佐織（2年前の交通事故の巻き添え被害者） - 伴杏里
- 北川茜（第2被害者・クラブのママ） - 寺田千穂
- 中風明世（第3被害者・画家） - 安藤彰則
- 井関桂子（2年前の交通事故の死亡者） - 雨音めぐみ
- 奥多摩警官 - 吉見幸洋
- 受付嬢 - 宮本郁子
- 井関桂子の息子・2年前の交通事故の死亡者 - 大坪夏己
- 大家 - 斉藤幸治
- その他 - 佐野珠美

第4作（2011年）
- 井出成美（旧姓「坂田」・百瀬一彦の元恋人） - 東風万智子
- 露木孝一（第4被害者・スーパーやまと別府店を恨んでいた鮮魚店の元店主） - 野村宏伸
- 津田俊夫（百瀬一彦の元部下・スーパーやまと豊洲店 店長） - 冨家規政
- 八幡和夫（大分県警別府南警察署 刑事・片岡とのコンビ） - 川野太郎
- 井出正吉（第3被害者・成美の夫・スーパーやまと 社長） - 中山仁
- 畑野優里（井出家の家政婦） - 星ようこ
- 百瀬一彦（スーパーやまと別府店 店長・6年前自殺体で発見される） - 佐藤滋
- 百瀬勝治（第2被害者・百瀬一彦の弟・トラック運転手） - 須田邦裕
- ホテルの支配人 - ちょーすけ
- 病院の看護師 - きむらゆき
- 片岡浩介（第1被害者・南部平蔵の大学時代の親友・大分県警別府南警察署 刑事） - 羽場裕一
- その他 - 牧村泉三郎、あべかずのり、藤原正和、寺田まり

第5作（2012年）
- 水川静江（料亭「みずかわ」女将） - 菊池麻衣子
- 水川清一（料亭「みずかわ」主人） - 宍戸開
- 国本行雄（自称実業家・闇カジノの胴元） - 榊原利彦
- 向山エリカ（クラブ「フュージョン」ホステス・登別温泉で殺害される） - 仁科仁美
- 滝野良三（不動産会社社長・第1被害者） - 石橋保
- 宮守隆一（滝野の知人・木工所の副社長・第2被害者） - 長谷川公彦
- 宮守剛造（宮守隆一の義父） - 穂積隆信
- 中川春菜（クラブ「フュージョン」ホステス・宮守隆一の愛人） - 伊藤久美子
- 由香里（クラブ「フュージョン」ホステス・春菜の同僚） - 中島愛里
- 青柳孝一（そば屋「青柳亭」店主） - 酒井敏也
- 栗原陽介（銀座の和菓子屋主人） - 並樹史朗
- ニュースキャスター - 魚住咲恵
- 金子（滝野を乗せたタクシードライバー） - 高崎隆二
- 北野栄治（北海道警登別南警察署 刑事・向山エリカの事件を担当） - 大和守正
- 酒井（滝野の行きつけのバーのバーテンダー） - 加藤アツオ
- 料亭「みずかわ」仲居 - 建みさと、広澤草、俵山栄子
- クラブ「フュージョン」ママ - おおたにまいこ
- その他 - 江長俊晃、荻原紀

第6作（2013年）
- 瀬尾レイカ（ビューティーサロンの代表） - 佐藤藍子
- 田原世津子（木曽の高校教師） - 長谷直美
- 白井高雄（フリーライター） - 小林正寛
- 藤木克哉（豊島信用金庫 職員） - 神尾佑
- 深井典男（木曽警察署 刑事） - 中丸新将
- 中込昌也（レイカの部下・殺人事件の第2被害者） - 新田純一
- 新庄京子（18年前のバイク事故の死亡者） - 高部あい
- 倉西聡司（弁護士・殺人事件の第1被害者） - 磯崎竜一
- 白井の住むマンションの管理人 - 江藤漢斉
- 中込・倉西らと同じクラスの同級生 - 渡辺妙子
- 井関由紀（中込・倉西らと同じクラスの同級生） - 番場祐海
- ビューティースタッフ - 山科友紀
- 幻永出版 編集長 - 千葉誠樹
- 真田幸治（5年前の薮原高等学校 校長） - 青木一平
- ある姉妹 - 内田千晶、渡邉空美
- その他 - 中山優斗、真宮由佳、斉藤千晃

第7作（2014年）
- 片桐はるな（田沼の秘書） - 宮本真希
- 山路啓輔（ホテルのフロントマネージャー） - 鳥羽潤
- 榎田敏郎（長崎南警察署 刑事） - 佐戸井けん太
- 足立裕子（亀山の秘書・第3被害者） - 白羽ゆり
- 山田岳士（建設会社社長・第2被害者） - 江藤潤
- 田沼武雄（観光会社社長・第1被害者） - 伊藤洋三郎
- 鬼塚省三（ガラス細工職人） - 黒部幸英
- 大谷雅代（マンションの管理人） - 松井紀美江
- 亀山雅樹（長崎県議会議員） - 小木茂光
- 鬼塚翠（鬼塚の長女） - 潮美華
- 鬼塚瑠璃子(岩田瑠璃子)（鬼塚の次女） - 内田未来

第8作（2015年）
- 秋津亮平（高齢者ホームの施設長） - 金子昇
- 増田聡史（医師・南部健太の同級生） - 金子貴俊
- 小倉麻由美（医師） - 北原佐和子
- 榊原直也（高齢者ホームに押し入った強盗） - 遠藤要
- 河野さやか（介護士・強盗に撃たれて死亡） - 石原あつ美
- 安藤広樹（12年前の南部健太の刺殺事件の犯人） - 中村僚志
- 石川哲夫（強盗に出くわした老人ホームの入居希望者） - 伏見哲夫
- 竹内大輔（12年前の南部健太の刺殺事件の犯人） - 中村公隆
- 坂本久仁子（介護士） - 筒井奏
- 堀田美香（介護士） - 清水ちはる
- 石川佳子（石川の妻） - 今本洋子
- 樋口道彦（南アルプス中央警察署 刑事） - 黒沢年雄
- 成沢徹（現場監督） - 剣持直明
- 定食屋の主人 - 田口主将
- 救急隊員 - 高木トモユキ
- その他 - 柚月美穂、吉澤友貴

第9作（2016年）
- 岩城啓輔（警視庁刑事部長・南部平蔵の後輩） - 谷田歩
- 藤丸要造（警察庁次長） - 堀内正美
- 村山愼次郎（箱根西警察署 元刑事） - 伊吹吾郎
- 杜川正人（神奈川県警本部長） - 新井康弘
- 緒方和平（寄木細工職人・康二の師匠） - 穂積隆信
- 藤丸達也（藤丸の息子・美咲の婚約者） - 三浦力
- 桧山あかり（第4回 箱根観光大使・故人） - 山本ひかる
- 広瀬健一（康二の兄） - 村上新悟
- 清水英彦（箱根西警察署 副署長） - 原田龍二
- 箱根西警察署 婦警 - 中島愛里
- 中谷陽子（箱根観光協会 スタッフ） - 川村亜紀
- 広瀬範子（康二の姉） - 伊佐美紀
- 広瀬康二（7年前の強盗殺人事件の容疑者・寄木細工の元職人・故人） - 中山雄介
- 杜川美咲（杜川の娘） - 田口千晶
- 村山聡子（愼次郎の娘） - 板木彩香
- 川上さやか（第4回 箱根観光大使・喫茶店店員） - 青木ゆり亜
- 花屋の店員 - 尻無浜冴美

第10作（2017年）
- 宮尾敏英（亮太の父・宮尾ガラス工芸品店 店主・ガラス細工職人） - 田中健
- 里中雅晴（星陵歯科大学病院 歯科医師） - 森廉
- 柳井浩志（亮太の保護司） - 村松利史
- 宮尾亮太（4年前 傷害事件で南部平蔵に逮捕され服役 → 半年前出所し新聞配達店従業員 → 退職し2か月前飛び降り自殺） - 藤原薫
- 蓮見吾郎（静岡県警熱海東警察署 刑事） - 青山勝
- 乾佑介（IT会社「ブルームインター」社長・婿養子） - 中山峻
- 久保彩音（宝石店「ジュエリーイヌイ」店員） - 小泉麻耶
- 増川欣也（新聞配達店店長） - 大野泰広
- 石原美穂（里中の元恋人・OL） - 寒川綾奈
- 藤堂雪乃（里中の恋人・星陵歯科大学教授の娘） - 青谷優衣
- 山崎貴志（南部平蔵が逮捕した元受刑者・千葉県南房総のミカン農家従業員） - 飛坂光輝
- 乾真理絵（佑介の妻・宝石店「ジュエリーイヌイ」社長） - 中山忍

第11作（2018年）
- 佐藤登（東京地検特捜部 検事・本名「湊雄介」） - 加藤晴彦（18歳：押田岳）
- 前原多恵子（クラブ「華雅里」ママ） - 高橋由美子（若き日：りりか）
- 柿崎忠和（岩手県警平泉北警察署 刑事） - 岡田浩暉
- 榎本靖雄（野口の詐欺被害者） - 小林隆
- 小久保博（児童養護施設「ひなの家」施設長） - 日野陽仁
- 野口智昭（詐欺師） - 長谷川公彦
- 西尾健（東京地検特捜部 検事） - 田窪一世
- 湊総一郎（湊雄介の父・25年前の殺人容疑者でその後刑務所内で自殺） - 山本修夢
- 佐藤登（本物の佐藤登） - 山口晃生
- エミ（クラブ「華雅里」ホステス） - 三橋愛永
- 小野岳士（日本メディア出版 記者・25年前 割れたビール瓶で刺殺） - 佐藤匡泰
- アナウンサー - 魚住咲恵
- スナック「KAMUA」マスター - 東海林浩英
- 赤城隆輔（民自党 代議士） - 六平直政

## スタッフ
- 原作 - 鳥羽亮
- 脚本 - 林誠人、小杉晶子
- 音楽 - 林祐介
- 監督 - 中前勇児
- 編成 - 石丸彰彦（第1作）、秤淳一郎（第2作 - 第4作）、福田健太郎（第5作 - 第8作）、辻有一（第7作 - 第10作）、高橋正尚（第11作）
- 選曲 - 合田麻衣子
- 殺陣 - 中瀬博文（第1作 - 第3作）、深作覚（第4作 - ）
- 技術協力 - ビデオフォーカス
- プロデューサー - 吉田由二（第1作 - 第10作）、千田一義（第8作 - ）
- 製作 - スイート・ベイジル、TBS

## エピソードリスト
- 第3作は2011年3月28日に放送する予定であったが、東北地方太平洋沖地震の影響を受けて延期となった。
- 第10作は2017年3月27日に放送する予定であったが、渡瀬恒彦が死去した事による追悼企画として、2009年9月放送の『月曜ゴールデン・十津川警部シリーズ42 九州ひなの国殺人ルート』（本放送時は60分前拡大。）のアンコール放送（20:00 - 22:54、64分後拡大）に差し替えられたため延期となった。

| 話数 | エピソードタイトル 原作 | 初回放送日     | 脚本            | 監督     | 視聴率 |
| --- | --- | -------------- | --------------- | -------- | ------ |
| 1 | 伝説が今蘇る!! 東京・埼玉・栃木3県同時爆殺事件の謎!? 全ての始まりは2年前… 悲恋の炎に燃え上がる死体の隠された驚愕の真実とは!? 原作：「広域指定127号事件 警視庁捜査一課南平班」（講談社） | 2009年8月24日  | 林誠人 小杉晶子 | 中前勇児 | 16.1%  |
| 那須・岩槻・墨田の異なる地域で、同時に車が爆発炎上し、それぞれの車から男性の焼死体が発見された。南平班の捜査が始まり、3人の被害者の身元・繋がりが明らかになった。3人は同じ製薬会社の関係者だった。その3人の過去には更なる謎があった。 | |                |                 |          |        |
| 2 | 伝説再び蘇る!! 謎の渓谷殺人事件！死者は何を語る… 遺体に残る三本の傷跡と裂けた家族写真の驚愕の真実とは!? 復讐に燃えた不滅の愛… 原作：「警視庁捜査一課南平班 切り裂き魔」（講談社・刊）   | 2010年8月23日  | 林誠人          | 中前勇児 | 13.3%  |
| 深夜、音大生が刺殺され、背中には3本の切り裂き傷が残っていた。南平班が動き出した。続いて第2・第3の殺人事件が起こった。被害者らが釣りクラブのメンバーつながりだったことが判明する。しかし、容疑者として浮上したタクシー運転手も殺害される。やがて、5年前に釣りクラブのイベントで少女が死亡する事故が起きていた事実が判明し、そこから事件の糸口が見つかる。                        | |                |                 |          |        |
| 3 | 古都伝説殺人事件!! 日光・金沢で起こる不可解な悲劇の連鎖… 東照宮の猿が四百年見続けた涙の真実!? 失われた指が誘う死のルート！ 原作：「指哭 強行犯刑事部屋」（光文社文庫・刊）              | 2011年5月16日  | 林誠人 小杉晶子 | 中前勇児 | 14.9%  |
| ある日の朝南部の家に、三猿の絵の紙に包まれた、切断された人指が届いた。それと時を同じくして、浅草の老舗和菓子店の専務が殺害された。南平班の捜査が進む中今度は、専務と会っていたホステスが殺害され、再び南部の下に、三猿の絵の紙に包まれた、切断された人指が届いた。三猿の絵から糸口を掴んだ南部は、2年前日光市で起きた交通事故へと辿り着く。被害者は、その事故の関係者だった…    | |                |                 |          |        |
| 4 | 3都同時殺人事件!! 東京・大分・三重で起こる瞬間移動の不可解な連鎖… 伊勢神宮2000年の眠りが見た死のルート!? 驚愕の真実とラスト… 原作：「警視庁捜査一課南平班 刑事魂」（講談社・刊）        | 2011年11月7日  | 林誠人 小杉晶子 | 中前勇児 | 15.7%  |
| 偶然銀座の街角で再会した、南部の親友が他殺体で発見された。続いて大分のトラック運転手が殺害された。別府市に向かった南部は、親友が6年前の自殺事件の謎を追っていたことを突き止める。 | |                |                 |          |        |
| 5 | 3都温泉殺人事件!! 湯布院・東京・登別を結ぶ血煙ルート… 不可解な連鎖が復讐の炎を燃やす！毘沙門天400年が見た血煙の謎と涙の真実 原作：「赤の連鎖 強行犯刑事部屋」（光文社文庫・刊）         | 2012年7月2日   | 林誠人 小杉晶子 | 中前勇児 | 11.4%  |
| 南平夫妻が結婚記念日を過ごしていた神楽坂の料亭「みずかわ」で殺人事件が起こった。続いて第2の殺人が発生。事件の捜査は、闇カジノを使った不動産売買詐欺へとたどり着く。 | |                |                 |          |        |
| 6 | 300年の涙…お六櫛伝説殺人事件!! 雪山に眠る4人の悪魔達が今、蘇る！ 詩が予告する殺人と中山道を結ぶ死のルートとは!? 愛の炎が散る… 原作：「警視庁捜査一課南平班」（講談社文庫・刊）          | 2013年4月8日   | 林誠人 小杉晶子 | 中前勇児 | 12.4%  |
| ある弁護士が謎の男に追われ、110番へ通報する間もなく撲殺された。続いて、弁護士が顧問を務めていたビューティーサロンの女社長の部下が同じく撲殺された。現場の遺留品の櫛から、弁護士・女社長・部下が木曽の同じ高校の同級生であることが判明する。そして18年前に起きた、山中でのバイクの単独死亡事故の裏が明らかになり、土産物屋の強盗殺人事件と結びつく。                             | |                |                 |          |        |
| 7 | 亡霊が引き起こす連続殺人!? 軍艦島・オランダ坂・出島 遺された想いが南平班を長崎へ誘う！ 1000万ドルの夜景を彩る復讐の炎！ 原作：「首を売る死体」（講談社文庫・刊）                        | 2014年6月2日   | 林誠人          | 中前勇児 | 11.8%  |
| 東京の高級ホテルで長崎の観光会社の社長が殺害され、殺害現場には「恨みの首」と書かれた短冊、不審な女の姿と髪の毛が残されていた。南平は長崎にて捜査を進め、20年前の土地取引詐欺が関係していることが判明する。 | |                |                 |          |        |
| 8 | 真犯人は息子の仇！父として…刑事として…揺れる南平の悲しき叫びが富士山麓に木霊する！ | 2015年8月3日   | 小杉晶子        | 中前勇児 | 9.5%   |
| 南部の亡き息子・健太の命日、多摩市鶴牧の老人ホームに高額入居金目当ての強盗が押し入った。強盗の手首に龍のタトゥーが見つかったことで、12年前健太を刺殺して逃走したひとりのチンピラ少年の影が見え始める。息子の敵への怒りを懸命にこらえながら捜査を進める南部。そして、12年後のチンピラ少年の姿は意外なところから現れた。                                                          | |                |                 |          |        |
| 9 | 南平班、崩壊!! 誘拐、爆破、血に染まる芦ノ湖、そして取り上げられた警察手帳… 追い詰められた七人の刑事!! 京都・箱根を繋ぐ陰謀劇とは!?                                                      | 2016年7月11日  | 小杉晶子        | 中前勇児 | 9.0%   |
| 警察幹部の娘が誘拐され、同じ警察幹部の息子が身代金を運ぶよう要求される事件が起きた。機密度の高い事件として警視庁刑事部長の指揮下の極秘捜査となり、刑事部長の先輩である南部が協力することになった。捜査線上に7年前のある強盗殺人事件が浮かび上がり、その裏を明らかにしていく南平班の刑事たち。班ごと捜査から外される危機を乗り越えて見つけた先には、事件の裏の更なる裏があった。 | |                |                 |          |        |
| 10 | 南平、死す!? 南平班、最大の危機！消せない過去と絶望の未来が生む復讐の連鎖…東京・熱海・南房総を繋ぐ不可能犯罪経路！                                                                      | 2017年5月15日  | 林誠人 小杉晶子 | 中前勇児 | 9.2%   |
| IT会社の社長が何者かに殺害される事件が発生。南部率いる南平班の捜査により、殺害された社長の妻が殺人事件の容疑者として捜査線上に浮上する。彼女の保険金殺人疑惑を捜査していた最中、南部と高村が何者かに襲撃され重傷を負う。襲撃は南部への怨恨かと思われていた。しかし、何の関連もない襲撃事件が、殺人事件の鍵を握っていた。                                                        | |                |                 |          |        |
| 11 | 岩手県と東京で起こった殺人事件を結ぶ25年前の謎とは!? | 2018年10月29日 | 小杉晶子        | 中前勇児 | 10.0%  |
| | |                |                 |          |        |

- 視聴率はビデオリサーチ調べ、関東地区・世帯・リアルタイム。